# Czysta (województwo świętokrzyskie)
Czysta – wieś w Polsce położona w województwie świętokrzyskim, w powiecie koneckim, w gminie Końskie.
Wieś wchodzi w skład sołectwa Młynek Nieświński.
W latach 1975–1998 miejscowość administracyjnie należała do województwa kieleckiego.
Wierni kościoła rzymskokatolickiego należą do parafii św. Wojciecha w Rogowie.

## Historia
W wieku XIX Czysta było osadą w powiecie koneckim gminie Gorwaczew.

W osadzie były kopalnie żelaza. W roku 1827 mieszkańców było 12, domów 3, mórg ziemi włościańskiej 28.